# د لتر بلک
د لتر بلک (به انگلیسی: The Letter Black) گروه کریستین راک آمریکایی است که در سال ۲۰۰۶ بنیان گذاشته شد. اعضای گروه سارا آنتونی (خواننده)، مارک آنتونی (لید گیتار)، تای دیتزلر (ریتم گیتار)، مت اسلیگل (درامز) و مت بیل (بیس) هستند. لتر بلک در سال ۲۰۰۷ اولین آلبوم‌شان را به صورت مستقل و با نام Stand منتشر کردند. در سال ۲۰۰۹ یک آلبوم ای‌پی با نام شکست سکوت منتشر کردند و در ۴ مه ۲۰۱۰ دومین آلبوم استودیوییشان را با نام Hanging On By A Thread و با لیبل توس اند نیل رکوردز روانهٔ بازار کردند. تا به امروز دو تک‌آهنگ از این آلبوم منتشر شده‌است.

## آلبوم‌ها
| شماره | نام آلبوم              | سال انتشار |
| ----- | ---------------------- | ---------- |
| ۱     | Stand                  | ۲۰۰۷       |
| ۲     | Hanging On By A Thread | ۲۰۱۰       |

## اعضا
- سارا آنتونی: آواز
- مارک آنتونی: لید گیتار، هم آواز
- تای دیتزلر: ریتم گیتار
- مت بیل: بیس گیتار
- مت اسلایگل: درامز